# Raczki
Raczki è un comune rurale polacco del distretto di Suwałki, nel voivodato della Podlachia.
Ricopre una superficie di 142,25 km² e nel 2004 contava 6 206 abitanti.
Qui nacque il paroliere e sceneggiatore Jack Yellen.